# Riskykidd
Riskykidd (* 17. Juni 1994 in London als Shane Schuller) ist ein griechischer Rapper.

## Leben und Wirken
Der Sohn eines Deutschen und einer Jamaikanerin verbrachte seine Kindheit und Jugend in London. Seit 2010 lebt er in Griechenland und ist dort als Rapper des Labels Panik Records aktiv. Zusammen mit der Band Freaky Fortune gewann er die griechische Vorentscheidung zum Eurovision Song Contest 2014 mit dem Electro-Rap Rise Up. Daher durfte die Gruppierung beim Wettbewerb in Kopenhagen für Griechenland antreten und erreichte dort Platz 20.

## Diskografie
Lieder
- 2014: Rise Up (Freaky Fortune + RiskyKidd)